# Rhyacotriton
Rhyacotriton is een geslacht van amfibieën dat behoort tot de salamanders (Caudata) en de familie olympusbergsalamanders (Rhyacotritonidae). De groep werd voor het eerst wetenschappelijk beschreven door Dunn in 1920.
Er zijn vier soorten die endemisch voorkomen in de Verenigde Staten. Alle soorten zijn bewoners van vochtige gebieden.

## Taxonomie
Geslacht Rhyacotriton
- Soort Rhyacotriton cascadae
- Soort Rhyacotriton kezeri
- Soort Rhyacotriton olympicus – Olympusbergsalamander
- Soort Rhyacotriton variegatus